# Cama Incendiada
| Críticas profissionais | Críticas profissionais |
| Avaliações da crítica  | Avaliações da crítica  |
| Fonte                  | Avaliação              |
| ---------------------- | ---------------------- |
| Allmusic               | [ 6 ]                  |
| Billboard              | [ 7 ]                  |

Cama Incendiada é o nono álbum de estúdio e décimo primeiro, em geral, da banda de pop rock mexicana Maná.  Foi lançado à venda em 21 de abril de 2015. O primeiro single chamado "Mi Verdad", com a colaboração da cantora colombiana Shakira, sendo a primeira vez que o grupo trabalha com uma mulher. A turnê Cama Incendiada iniciou-se em 10 de junho de 2015, em San Diego, Estados Unidos. Na pré-venda, o álbum vendeu mais de 30 mil cópias.
| Singles                   |
| ------------------------- |
| Mi Verdad (feat. Shakira) |
| La Prisión                |
| Ironía                    |